# ديار بكر
ديار بكر أو آمد (بالكردية: ئامەد، Amed؛ بالتركية: Diyarbakır؛ (بالسريانية: ܐܡܝܕ)) هي أكبر مدينة ذات أغلبية كردية في تركيا، والمركز الإداري لولاية ديار بكر الواقعة ضمن منطقة تركيا في جنوب شرق البلاد. كان من المقرر أن تصبح ديار بكر عاصمة دولة كردستان المقترحة في معاهدة سيفر التي رسمت حدود الشرق الأوسط بعد انهيار الدولة العثمانية، لكن أخضعت المدينة لتركيا بموجب معاهدة لوزان، لتصبح فيما بعد نقطة محورية في الصراع بين الدولة التركية ومختلف الثَورات الكردية.
تقع المدينة حول هضبة عالية على ضفاف نهر دجلة، على موقع مدينة آمد الأثرية.

## التسمية

### أصل التسمية
اكتسبت اسمها من العرب من بني بكر بن وائل الذين استوطنوها بعد الفتح الإسلامي في عهد معاوية.
ذكر «أميدا» يرد في النصوص الرومانية والبيزنطية، بعدها أصبحت أميد عاصمة مملكة بيت زماني الآرامية من القرن الثالث عشر قبل الميلاد.[بحاجة لمصدر] خضعت آمد بعدها للسيطرة الآشورية، ومن ثم للأخمينيين والسلوقي وبعدها خضعت آمد لسيطرة الإمبراطورية الرومانية، وأصبحت موقع عسكري مهم بتحصينات قوية.[بحاجة لمصدر] في العام 359، حاصرها الملك الساساني سابور الثاني 73 يوماً واقتحمها. انتقل اليها العرب واستوطنوها في اعوام 581م بعد معارك ذي قار وعادت سيطرة البيزنطين والفرس. في العام 638 م دخلها العرب المسلمون.[بحاجة لمصدر] وفي العام 1517 م دخلها سليم الأول العثماني.

## تاريخ

### التاريخ الكردي
شهدت المنطقة عدة كيانات كُرديّة قديمة، وبعضها يعود لأسلاف الأكراد في المنطقة من الشعوب الآريَّة.

#### الحوريون (العصر البرونزي،الشرق الأدنى القديم)
سكن الحوريون أسوار قلعة ديار بكر الواقعة في حي سور بالمدينة في عام 2000 قبل الميلاد. وكانوا من سكان الشرق الأدنى من متحدثي اللغات الحورو-أورارتية الذين عاشوا في الأناضول وسوريا وشمال بلاد ما بين النهرين. الكرد والأرمن الحاليون هم مزيج من المجموعات الهندوأوروبية مع الحوريين والأورارتيين، حيث اندمج الحوريون مع شعوب أخرى بحلول العصر الحديدي المبكر.

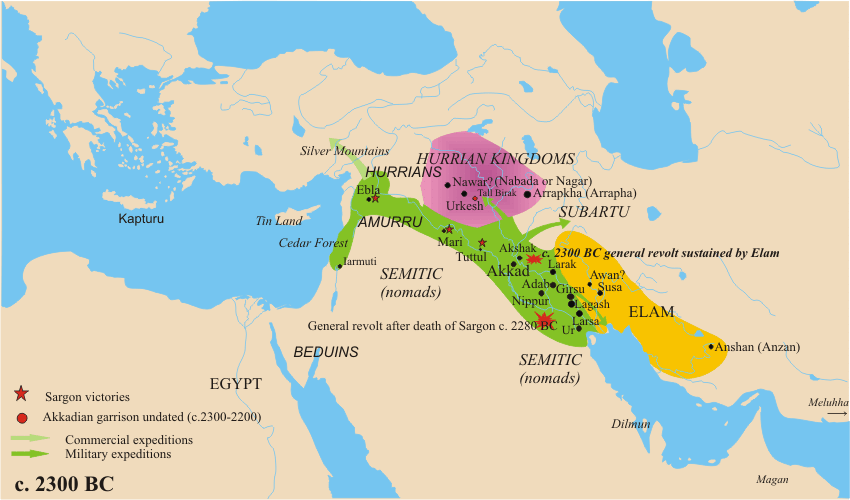
المساحة التقريبية للاستيطان الحوري في العصر البرونزي المتوسط موضحة باللون الأرجواني، حيث تشمل ديار بكر

#### الجوتيون (القرن 22 قبل الميلاد)
الجوتيون أو شعب جوتي (بالكردية: Gutî) أو الكوتيين، كوتي، كورتي، شعب قديم استوطن جبال زاغروس في القرن 22 قبل الميلاد في عهد الأكديين وهي من الشعوب الهندوأوروبية. وطنهم كان يُعرف باسم جوتيوم (بالسومرية: 𒄖𒌅𒌝𒆠,Gu-tu-umki أو 𒄖𒋾𒌝𒆠,Gu-ti-umki).

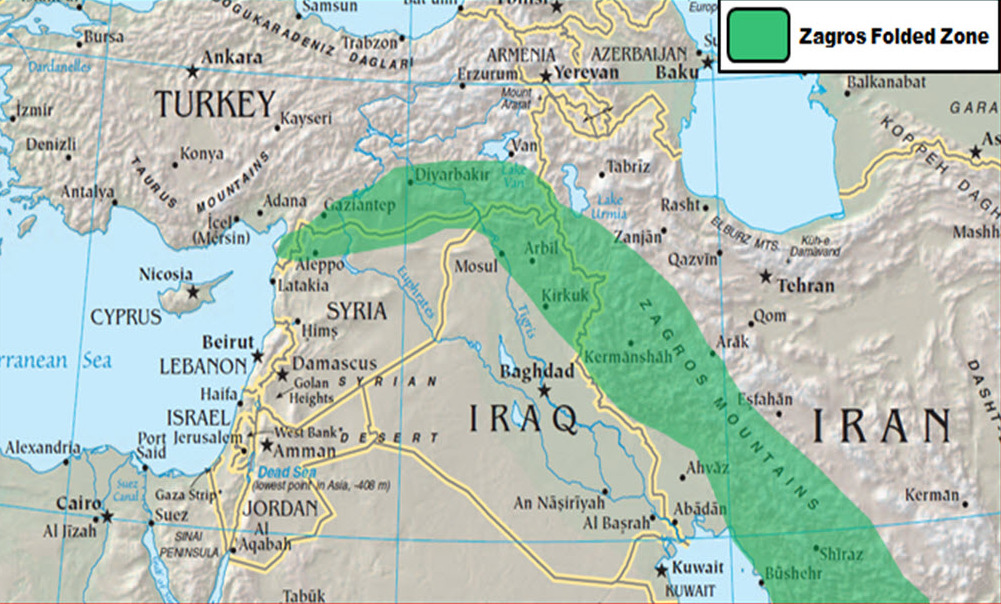
خريطة امتداد سلسلة جبال زاغروس

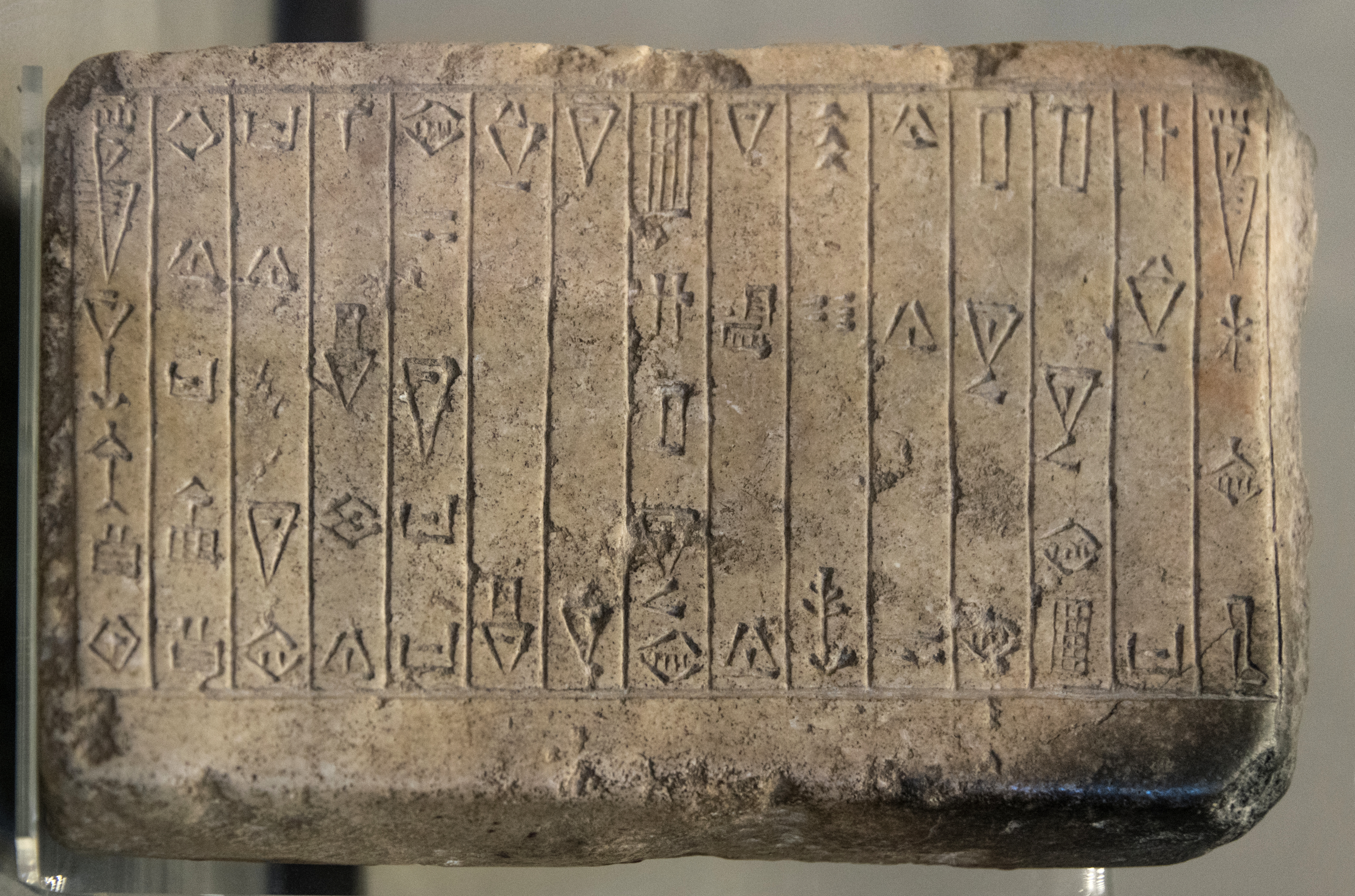
قرص اللوغالاناتوم السومري، يظهر "جوتيوم"

#### الميديون (القرن الحادي عشر ق م-549 ق م)

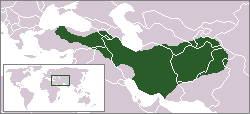
الإمبراطورية الميدية بالقرن السادس قبل الميلاد.

الميديون كانوا أقوام زاغروس قديمًا، التي ينحدر منها الشعب الكردي وكان موطنهم حسب الجغرافية الحالية تشمل كردستان وكردستان الحمراء ومنطقة كاردو. حكموا آمد قرابة 129 عام، إلى سقوط الإمبراطورية على يد كورش الكبير، ليحل مكانهم الأخمينيين وهم أيضًا من الشعوب الآرية.

#### الكاردوخيون (القرن الرابع قبل الميلاد)
كان موقع إقليم كاردو، تقع حاليا في جنوب شرق الأناضول، جنوب بحيرة وان غرب مدينة ديار بكر وشمال شرق مدينة هكاري. احْتَلَّ الإمبراطور الروماني بومبيوس الكبير (106 - 48 قبل الميلاد) الإقليم بالقرن الأول، وأصبحت إقليم روماني تحت مسمى «كوردوين».

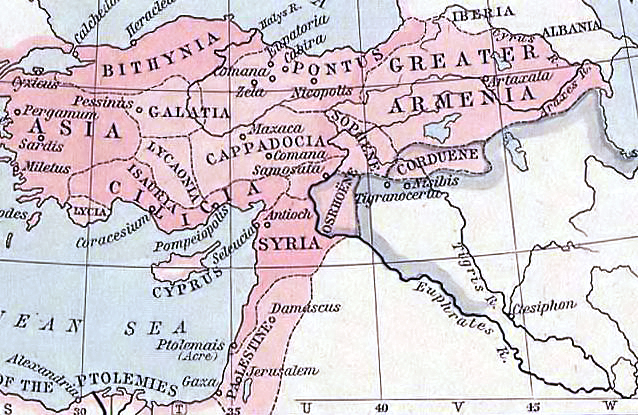
خريطة من القرن التاسع عشر توضح موقع مملكة كوردوين في 60 قبل الميلاد

ذكر المؤرخ اليوناني زينوفون (427 - 355 قبل الميلاد) في كتاباته شعبا وصفهم «بالمحاربين الأشداء ساكني المناطق الجبلية» وأطلق عليهم تسمية الكاردوخيين الذين هاجموا الجيش الروماني أثناء عبوره للمنطقة عام 400 ق م، وكانت تلك المنطقة استنادًا لزينوفون جنوب شرق بحيرة وان الواقعة في شرق تركيا. ويعتبر الكاردوخيين من أسلاف الشعب الكردي، إلا إن بعض المؤرخين ومنهم المؤرخ الكردي محمد أمين زكي (1880 - 1948) في كتابه «خلاصة تاريخ الكرد وكردستان» يعتبر الكاردوخيين شعوبا هندوأوروبية انضموا إلى الشعب الكردي الذي كان موجودا قبل الكاردوخيين بفترة طويلة، وهم شعوب «لولو، كوتي، كورتي، جوتي، جودي، كاساي، سوباري، خالدي، ميتاني، هوري، نايري». إلا إنه لا يعتبر أول تواجد للأكراد في الأناضول.

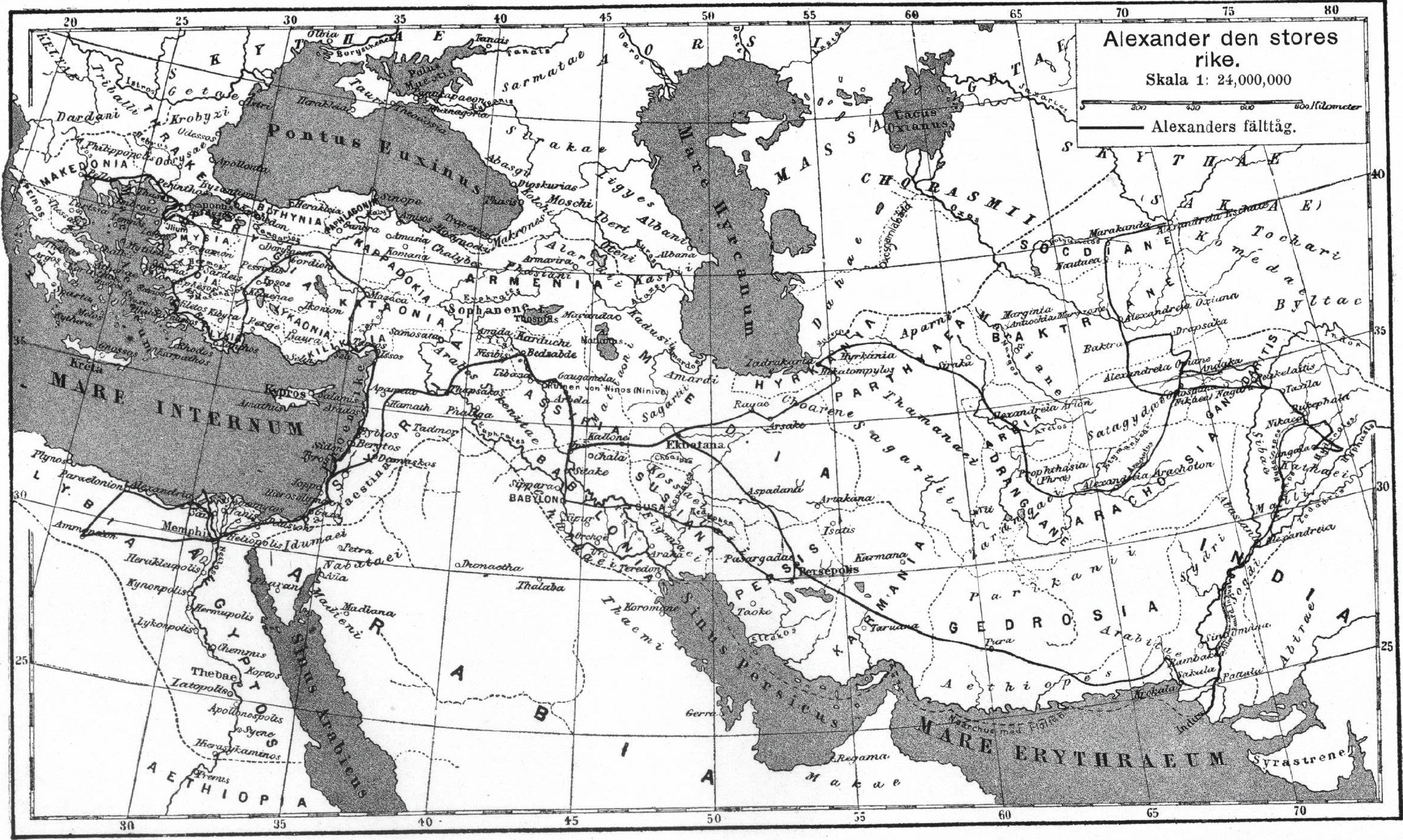
كردستان القديمة باسم "كاردوتشي"، خلال إمبراطورية الإسكندر الأكبر، القرن الرابع ق م

#### الإيالات الكُرديّةالعُثمَانِيَّة(القرن الثالث عشر-القرن العشرون)

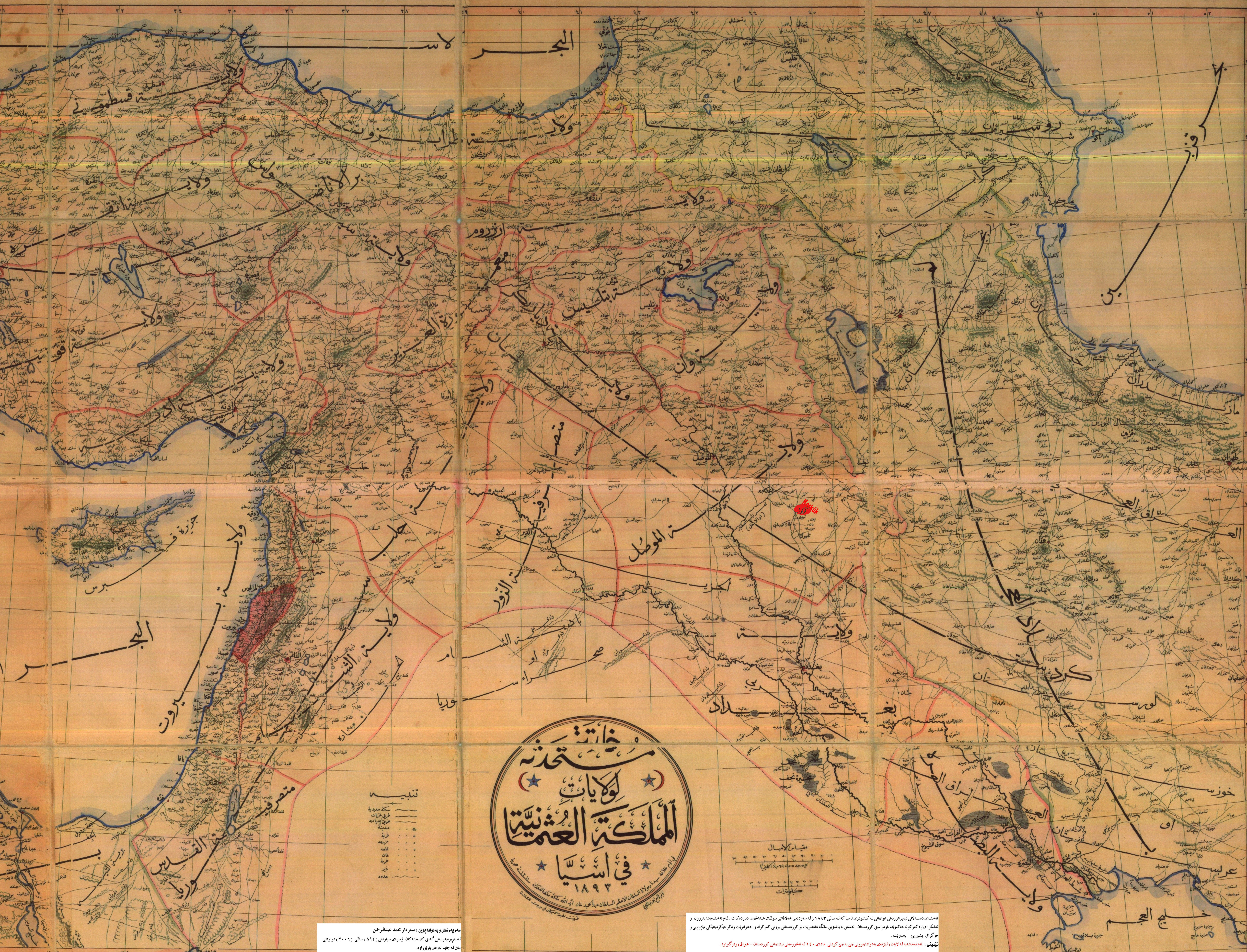
خريطة مطبوعة في عهد عبد الحميد الثاني، تُظهر أراضي الإمبراطورية العثمانية في الشرق الأوسط، في منتصف الخريطة منطقة كردستان الممتدة لجنوب شرق الأناضول.

إيالة ديار بكر كانت مركز الإمارات الكردية الكبرى والصغرى. والتي خلفتها إيالة كُرْدِسْتَان بالقرن التاسع عشر.

## أعلام
يُنسب إلى المدينة عدد من الأعلام الذين يُعرفون بلقب الآمدي.

## روابط
- ميا فارقين
- نصيبين
- إيالة ديار بكر
- قبر نوح